# Ernesto Labarthe
Ernesto Enrique Labarthe Flores (Lima, 1956. június 2. –) válogatott perui labdarúgó, csatár.

## Pályafutása

### Klubcsapatban
1974 és 1978 között a Sport Boys, 1979-ben a chilei Palestino, 1980-ban ismét a Sport Boys, 1980–81-ben a mexikói Monterrey, 1981 és 1983 között újra a Sport Boys labdarúgója volt.

### A válogatottban
1979-ben négy alkalommal szerepelt a perui válogatottban. Részt vett az 1978-as argentínai világbajnokságon. Tagja volt az 1979-es Copa Amércián bronzérmes csapatnak.

## Sikerei, díjai
Peru
- Copa América
  - bronzérmes: 1979